# رولانداس جاسيفيشيوس
رولانداس جاسيفيشيوس (مواليد 31 يوليو 1982) هو ملاكم لتواني، مثّل بلاده في الألعاب الأولمبية الصيفية 2004.

## روابط خارجية
رولانداس جاسيفيشيوس على موقع أوليمبيديا (الإنجليزية)